# Digimon Story: Sunburst e Moonlight
Digimon Story: Sunburst (デジモンストーリー サンバースト?, Dejimon Sutōrī Sanbāsuto) e Digimon Story: Moonlight (デジモンストーリー ムーンライト?, Dejimon Sutōrī Mūnraito), distribuiti in Nordamerica con i titoli, rispettivamente, Digimon World: Dawn e Digimon World: Dusk, sono due videogiochi RPG per Nintendo DS.

## Modalità di gioco
I due titoli utilizzano lo stesso sistema di navigazione e battaglia del precedente Digimon Story.

## Trama
Il protagonista è un ragazzo che vive da tempo nel mondo digitale con i suoi Digimon, con cui compete in grandi tornei. Un giorno uno strano oggetto a forma di uovo oscuro appare nel mondo, trasformando tutti i Digimon in uova. Il virus ingaggia poi una piccola associazione per procurarsi i materiali necessari al proprio potenziamento, e nel frattempo ipnotizza i governatori delle due zone in cui il mondo digitale è diviso. Cercando di raggiungere il massimo stadio evolutivo, il virus crea scompiglio nel mondo, ma il protagonista, unendo tutti i gruppi di Digiworld, compresa la stessa associazione che aveva affiancato il nemico, riuscirà a sconfiggere la malvagia creatura una volta per tutte.

## Accoglienza
Raffaele Staccini di Multiplayer.it classificò Digimon Story: Sunburst e Digimon Story: Moonlight al terzo posto tra i migliori giochi della serie.